# Севеж (гміна)
Гміна Севеж (пол. Gmina Siewierz) — місько-сільська гміна у південній Польщі. Належить до Бендзинського повіту Сілезького воєводства.
Станом на 31 грудня 2011 у гміні проживало 12250 осіб.

## Територія
Згідно з даними за 2007 рік площа гміни становила 115.76 км², у тому числі:
- орні землі: 55.00%
- ліси: 30.00%

Таким чином, площа гміни становить 31.45% площі повіту.

## Населення
Станом на 31 грудня 2011:
| Опис     | Загалом | Загалом | Чоловіки | Чоловіки | Жінки | Жінки |
| -------- | ------- | ------- | -------- | -------- | ----- | ----- |
| одиниця  | осіб    | %       | осіб     | %        | осіб  | %     |
| все      | 12250   | 100     | 5920     | 48.33    | 6330  | 51.67 |
| міське   | 5517    | 100     | 2657     | 48.16    | 2860  | 51.84 |
| сільське | 6733    | 100     | 3263     | 48.46    | 3470  | 51.54 |

## Сусідні гміни
Гміна Севеж межує з такими гмінами: Козеґлови, Лази, Меженцице, Мишкув, Ожаровіце, Поремба.